# Wiener Klassifikation
Die Wiener Klassifikation ist eine Klassifikation zur international einheitlichen Erschließung der Bildbestandteile von Bild- und Wort-/Bildmarken. Dazu werden die Bildbestandteile in derzeit 29 Kategorien, 145 Abschnitte und 1.734 Unterabschnitte, bestehend aus 816 Hauptunterabschnitten und 918 Hilfsunterabschnitten, aufgeteilt. Zu den Unterzeichnern gehören derzeit 34 Staaten, verwendet wird sie jedoch von 39 Ländern, 3 Organisationen sowie der WIPO.

## Geschichte
1967 begann das Büro zum Schutz des geistigen Eigentums (BIRPI), die Vorgängerorganisation der Weltorganisation für geistiges Eigentum (WIPO), eine Klassifizierung der Bildbestandteile zu erarbeiten. Diese wurde am 12. Juni 1973 durch ein Abkommen auf der Wiener Diplomatischen Konferenz vereinbart. Mit Unterschrift durch die Vertreter von Belgien, Brasilien, Dänemark, Deutschland, Frankreich, Italien, Luxemburg, Monaco, Niederlande, Norwegen, Österreich, Portugal, Schweden, Schweiz, Serbien und Ungarn trat das Abkommen am 9. August 1985 in Kraft.
Folgende Länder sind mit Stand vom 15. Januar 2020 Mitgliedsländer:
Albanien, Armenien, Bosnien und Herzegowina, Bulgarien, Frankreich, Guinea, Indien, Jamaika, Jordanien, Kirgisistan, Republik Korea, Kroatien, Kuba, Luxemburg, Malaysia, Mexiko, Republik Moldau, Montenegro, Niederlande, Nordmazedonien, Österreich, Polen, Rumänien, Schweden, Serbien, Slowenien, St. Lucia, Trinidad und Tobago, Türkei, Tunesien, Turkmenistan, Ukraine, Uruguay und das Vereinigte Königreich.

## Zweck und Bedeutung
Der Zweck der Klassifikation ist die Erleichterung von Recherchen nach entgegenstehenden älteren Marken sowie die Vermeidung von nötigen Umklassifizierungen beim Abgleichen von Marken auf internationaler Ebene.
Dies ist insbesondere sinnvoll, da zuvor jedes Land eine eigene, in der Regel auf textlicher Darstellung basierende Klassifikation betrieb. Zwar ist auch mit der Wiener Klassifikation die Einteilung weiterhin subjektiv, durch die zugrunde liegende Systematik jedoch von weniger Schwankungen betroffen und durch die hierarchische Struktur besser zu selektieren.
Derzeit wenden über 30 Länder die Wiener Klassifizierung an. Da die Einführung in weiteren Ländern jedoch schleppend verläuft, ist die beabsichtigte Vereinfachung nur teilweise nutzbar. Gerade in den angelsächsischen Ländern wird noch fast ausschließlich mit textlicher Beschreibung gearbeitet, was trotz gleicher Sprache (Englisch) zu geringen Trefferquoten in der Suche führt und Prüfverfahren aufwendig macht.

## Aufbau der Klassifikation
Die Klassifikation erfolgt auf Basis von Kategorie (1–29), Abschnitt (1–19) und Unterabschnitt (1–25). Zur feineren Gliederung gibt es Hilfsabschnitte, welche in den Unterabschnitten kodiert werden. Eine Bildmarke wird meist mehrere Klassifizierungen erhalten, um die einzelnen Bestandteile zu kennzeichnen, bzw. komplexe Strukturen zu beschreiben.
(Beispiel aus der deutschen 8. Ausgabe vom 1. Januar 2018)
So gehört z. B. die Darstellung eines „essenden Mädchens“ in die
- Kategorie 2 (Menschen),
- Abschnitt 5 (Kinder),
- Haupt-Unterabschnitt 3 (Mädchen) und
- Hilfs-Unterabschnitt 18 (Trinkende oder essende Kinder).

Kodiert wird dies mit Notationen als 2.5.3 und 2.5.18. Um eine Angabe der Wiener Klassifikation eindeutig zu benennen, ist die Abkürzung CFE voranzusetzen. Gehört eine Marke zu mehreren Unterabschnitten, so können diese durch ein Komma getrennt angegeben werden (CFE 2.5.3,18). Gehört eine Marke zu mehreren Kategorien, so können diese durch einen Strichpunkt getrennt angegeben werden (z. B. CFE 1.1.2,10,25; 1.15.17; 2.9.1). Zusätzlich wird empfohlen die zur Kodierung verwendete Ausgabe in Klammern anzugeben (CFE (8) 2.5.3,18).
Viele Datenbanken verwenden eine Eingabe, bei der die Notationen jeder Ebene zweistellig sein müssen und daher mit Nullen aufgefüllt werden, also in unserem Beispiel 02.05.03 und 02.05.18.

## Verwandte Klassifikationen
- Internationale Patentklassifikation zur Definition eines Patentinhalts
- Markenklassifikation (Nizza-Klassifikation für Dienstleistungen und Waren – Nizzaer Abkommen über die Internationale Klassifikation von Waren und Dienstleistungen für die Eintragung von Marken)
- Locarno-Klassifikation für Design (Warenklassen für Design, Internationale Klassifikation für Gewerbliche Muster und Modelle nach dem Abkommen von Locarno)